# Tomba Giglioli
Die Tomba Giglioli („Giglioli-Grab“), auch Tomba 1072 („Grab 1072“), ist ein ausgemaltes etruskisches Grab, das im Jahr 1959 entdeckt wurde. Das Grab befindet sich in der Monterozzi-Nekropole bei Tarquinia und datiert um 300 v. Chr.
Die Tomba Giglioli besteht aus einer einzelnen Kammer mit flachem Satteldach und kann über eine Treppe betreten werden. An den Wänden, von der Eingangswand ausgenommen, stehen Sarkophage. Alle Wände sind bemalt und zeigen mit Nägeln aufgehängte Waffen, während die Sarkophage zum Teil mit figürlichen Darstellungen dekoriert sind. Bei den Waffen handelt es sich unter anderem um Schwerter, Schilde, Helme und Brustpanzer. Weiter sind ein Vorhang und eine Trompete dargestellt. Der Besitzer des Grabes hieß Vel Pinies und ist im figürlich bemalten Sarkophag in der Mitte des Rückwand bestattet.